# Jennifer Tilly
Jennifer Tilly (Los Angeles, Califòrnia, 16 de setembre de 1958) és una actriu i jugadora de pòquer estatunidenca. La seva filmografia principal inclou títols com Els fabulosos Baker Boys (1989), The Doors (1991), Made in America (1993), Bales sobre Broadway (1994), Llaços ardents (1996), Tranquil, només és sexe (Relax... It's Just Sex) (1998), La núvia de Chucky (1998), Bartok the Magnificent (1999), Stuart Little (1999), Monsters, Inc. (2001), Tideland (2005) i Deal (2008); també ha posat la veu a Bonnie Swanson, de la sèrie de televisió Family Guy (1999-2002, 2005-present).
És germana de la també actriu Meg Tilly (Agnès de Déu, Mascarada per un crim, Valmont, Sleep with Me).
El 1995 va estar nominada a l'Oscar a la millor actriu secundària per Bales sobre Broadway.

## Biografia
Apassionada pel teatre, Jennifer Tilly va a l'Stephen's College de Missouri per a dedicar-se a la seva passió. Després dels seus estudis, es trasllada a Los Angeles i actua en moltes obres de teatre. Premiada pel seu talent com a artista, li atorguen els premis Theater World i Dramalogue.
En paral·lel a les seves activitats teatrals, apareix en les sèries de televisió com a Capitana Furillo, a Remington Steele i Clar de lluna.
Destacada per al seu talent còmic a Els fabulosos Baker Boys de Steven Kloves, és seleccionada per l'Oscar a la millor actriu secundària gràcies a la seva actuació a Bales sobre Broadway de Woody Allen. Poc després, és al cartell del film neonegre Llaços ardents de les germanes Wachowski on l'actriu interpreta una dona fatal al costat de Gina Gershon. De retorn a la comèdia, fa la clienta vanal i capritxosa de Jim Carrey a Mentider, mentider de Tom Shadyac.
Jennifer Tilly és La promesa de Chucky per Ronny Yu. A El fill de Chucky, el segon episodi, interpreta el seu propi paper i gaudeix de la seva imatge de dona frívola que és capaç de riure's d'ella mateixa.
A la seva filmografia s'afegeixen The Doors d'Oliver Stone, La fugida de Roger Donaldson, Dancing at the Blue Iguana de Michael Radford, i The Haunted Mansion de Rob Minkoff.
Jennifer Tilly posa també la seva veu a molts personatges animats d'èxit com la nina Tiffany a Bride of Chucky i Seed of Chucky, el ratolí Camille Stout a Stuart Little, Celia a Monsters, Inc, i la vaca Grace a Home on the Range per al cinema, i Bonnie Swanson a Family Guy, així com ella mateixa a l'episodi Gone Abie Gone de la vint-i-quatre temporada dels  Simpson per a la televisió.
Convertida en jugadora professional de pòquer des que comparteix la vida del jugador professional Phil Laak, assoleix amb èxit els tornejos dels WSOP i del WPT. Jennifer Tilly és la primera jugadora de pòquer que aconsegueix 158.000 dòlars i el braçalet dels World Series of Poker.
De retorn al cinema, agafa l'univers de Terry Gilliam a Tideland.

## Filmografia

### Cinema
| Any  | Pel·lícula                                                            | Paper                        |
| ---- | --------------------------------------------------------------------- | ---------------------------- |
| 1985 | Locademia de conductors                                               | Amy Hopkins                  |
| 1985 | Click, Click                                                          | Mona                         |
| 1986 | Inside Out                                                            | Amy                          |
| 1987 | Ell és la meva noia                                                   | Lisa                         |
| 1988 | L'hotel dels fantasmes                                                | Miranda                      |
| 1988 | Rented Lips                                                           | Mico Lisa                    |
| 1988 | Remote Control                                                        | Allegra James                |
| 1988 | Johnny superstar                                                      | Connie Hisler                |
| 1989 | Els fabulosos Baker Boys                                              | Monica Habiten               |
| 1989 | Let It Ride                                                           | Vicki                        |
| 1989 | Far from Home                                                         | Amy                          |
| 1991 | Cossos ardents                                                        | Talbot                       |
| 1991 | The Doors: la llegenda                                                | Okie Girl                    |
| 1992 | L'ombra del llop                                                      | Igiyook                      |
| 1993 | Made in America                                                       | Stacy                        |
| 1993 | At Home with the Webbers (TV)                                         | Miranda Webber               |
| 1994 | Bales sobre Broadway                                                  | Olive Neal                   |
| 1994 | Double Cross (Video)                                                  | Melissa                      |
| 1994 | La fugida                                                             | Fran Carvey                  |
| 1994 | De cap (TV)                                                           | Tina Abbot                   |
| 1995 | The Pompatus of Love                                                  | Tarzaan                      |
| 1995 | Engany mortal                                                         | Rena Rushton/Kathy Payne     |
| 1995 | Au de rampinya                                                        | Kily Griffith                |
| 1995 | L'abraçada del vampir                                                 | Marika                       |
| 1996 | American Strays                                                       | Patty Mae                    |
| 1996 | Llaços ardents (Bound)                                                | Violet                       |
| 1996 | Arrest a casa                                                         | Cindy Figler                 |
| 1996 | Una nit inoblidable                                                   | Edie Piper                   |
| 1997 | Bella Màfia (TV)                                                      | Moyra Luciano                |
| 1997 | The Wrong Guy                                                         | Lynn Holden                  |
| 1997 | Mentider compulsiu                                                    | Samantha Cole                |
| 1998 | La núvia de Chucky                                                    | Tiffany (Veu i Real)         |
| 1998 | Hoods                                                                 | Mary Crippa                  |
| 1998 | Tu tranqui... és només sexe!                                          | Tara Ricotto                 |
| 1998 | Music From Another Room                                               | Nina                         |
| 1999 | Jugant de gom a gom                                                   | Ringside Fan                 |
| 1999 | Stuart Little                                                         | Mrs. Camille Stout (veu)     |
| 1999 | Bartok the Magnificent (Video)                                        | Piloff (veu)                 |
| 1999 | Presa del pànic                                                       | Cathryn Richmond             |
| 1999 | Goosed                                                                | Charlene Silver              |
| 1999 | La musa                                                               | Ella Mateixa                 |
| 2000 | Dancing at the Blue Iguana                                            | Jo                           |
| 2000 | Una banda de cura                                                     | Ferris 'Maureen' Lowenstein  |
| 2000 | Bruno                                                                 | Dolores                      |
| 2000 | Cord                                                                  | Helen                        |
| 2001 | The Kid (TV)                                                          | Cambrera (veu)               |
| 2001 | Monsters, Inc.                                                        | Celia Mae (veu)              |
| 2001 | Ball in the House                                                     | Dot                          |
| 2001 | El maullit del gat                                                    | Louella Parsons              |
| 2001 | Fast Sofa                                                             | Ginger Quail                 |
| 2001 | Les ensenyances de la germana Mary (Sister Mary Explains It All) (TV) | Philomena Rostovich          |
| 2001 | Dirt                                                                  | Prostituta                   |
| 2002 | Stage on Screen: The Women (TV)                                       | Crystal Allen                |
| 2002 | El quart manament (TV)                                                | Fanny Minafer                |
| 2003 | Vull ser famosa                                                       | Edna                         |
| 2003 | La mansió encantada                                                   | Madame Leota                 |
| 2003 | Hollywood North                                                       | Gillian Stevens              |
| 2003 | Les mansions de Jericó                                                | Donna Cherry                 |
| 2004 | El fill de Chucky                                                     | Veu de Tiffany/ ella mateixa |
| 2004 | Love on the Side                                                      | Ànima Kerns                  |
| 2004 | A Dairy Tale (Curt)                                                   | Grace (veu)                  |
| 2004 | Saint Ralph                                                           | Infermera Alice              |
| 2004 | Sang per sang 2 (El Padrí)                                            | Sebeva                       |
| 2004 | Zafarrancho en el ranxo                                               | Grace (veu)                  |
| 2004 | Perfect Opposites                                                     | Elyse Steinberg              |
| 2004 | Second Best                                                           | Carole                       |
| 2005 | Tideland                                                              | Queen Gunhilda               |
| 2005 | The Civilization of Maxwell Bright                                    | Dr. O'Shannon                |
| 2005 | Lil' Pimp (Video)                                                     | Miss De la Croix (veu)       |
| 2005 | Bailey: una fortuna molt perruna                                      | Dolores Pennington           |
| 2006 | The Initiation of Sarah (TV)                                          | Dr. Eugenia Hunter           |
| 2007 | Intervention                                                          |                              |
| 2008 | Inconceivable                                                         | Salome 'Sally' Marsh         |
| 2008 | Bart Got a Room                                                       | Melinda                      |
| 2008 | The Caretaker                                                         | Miss Perry                   |
| 2008 | Deal                                                                  | Karen 'Razor' Jones          |
| 2009 | Empire of Silver                                                      |                              |
| 2009 | An American Girl: Chrissa Stands Strong (Video)                       | Mrs. Rundell                 |
| 2010 | The Making of Plus One                                                | Amber                        |
| 2011 | Renaissance Girl                                                      | Martha                       |
| 2011 | The Secret Lives of Dorks                                             | Ms. Stewart                  |
| 2011 | 30 Beats                                                              | Erika                        |
| 2011 | Return to Babylon                                                     | Clara Bow                    |
| 2012 | Amelia's 25th                                                         | Miss Celie                   |
| 2013 | La maledicció de Chucky                                               | Tiffany (Humana)             |
| 2016 | A Cinderella Story: If the Shoe Fits                                  | Divine                       |
| 2017 | Cult of Chucky                                                        | Tiffany                      |

### Sèries de TV
| Any       | Sèrie                             | Paper                              | Notes       |
| --------- | --------------------------------- | ---------------------------------- | ----------- |
| 1983      | Boone                             | Sonia                              | 1 episodi   |
| 1983      | Oh Madeline                       | Laurie                             | 1 episodi   |
| 1984      | Shaping Up                        | Shannon Winters                    | 1 episodi   |
| 1984-1985 | Cançó trista d'Hill Street        | Gina Srignoli                      | 6 episodis  |
| 1985      | Remington Steele                  | Blitzen / Eva Wilson               | 1 episodi   |
| 1986      | Cheers                            | Candi Pearson                      | 1 episodi   |
| 1986      | It's Garry Shandling's Show       | Angelica                           | 2 episodis  |
| 1987      | Stir Crazy                        | Karen                              | 1 episodi   |
| 1989      | Llum de lluna                     | Infermera Saundra                  | 1 episodi   |
| 1992      | Segueix somiant                   | Segueix somiant                    | 1 episodi   |
| 1993      | Key West                          | Savannah Sumner / Savannah Sumners | 13 episodis |
| 1998      | Sin City Spectacular              | 1 episodi                          |             |
| 1999-2011 | Family Guy                        | Bonnie Swanson (veu)               | 33 episodis |
| 2000      | Pigs Next Door                    | (veu)                              |             |
| 2000      | Hey Arnold!                       | Lola                               | 1 episodi   |
| 2009      | The Cleveland Show                | Bonnie Swanson (veu)               | 1 episodi   |
| 2010      | CSI: Crime Scene Investigation    | Terpsie Pratt                      | 1 episodi   |
| 2011      | Modern Family                     | Darlene                            | 1 episodi   |
| 2011      | Drop Dead Diva                    | Ginny                              | 1 episodi   |
| 2013-2014 | Randy Cunningham: 9th Grade Ninja | La bruixa (veu)                    | 2 episodis  |

## Premis

### Oscar
| Any  | Categoria                           | Pel·lícula           | Resultat |
| ---- | ----------------------------------- | -------------------- | -------- |
| 1994 | Oscar a la millor actriu secundària | Bales sobre Broadway | Nominada |